# Équipe d'Éthiopie masculine de handball
L'équipe d'Éthiopie masculine de handball est la sélection nationale représentant l'Éthiopie dans les compétitions internationales de handball masculin.
La sélection est éliminée en phase de groupes des Jeux africains de 1991 au Caire. Elle est également quatrième du Championnat d'Afrique des nations B au Ghana en 1986.